# Malesherbia
Malersherbia é o único género de plantas pertencente à família Malesherbiaceae de angiospérmicas (plantas com flor - divisão Magnoliophyta), ordem Malpighiales.
O género contém cerca de 27 espécies de plantas xeromorfas, endémicas das regiões desérticas do Chile e Peru.